# Lewin Nyatanga
Lewin John Nyatanga (ur. 18 sierpnia 1988 w Burton upon Trent) – walijski piłkarz pochodzenia zimbabwejskiego występujący na pozycji obrońcy.

## Kariera klubowa
Nyatanga urodził się w Anglii jako syn Walijki i Zimbabwejczyka. Zawodową karierę rozpoczynał w 2005 roku w klubie Derby County z Championship. W tych rozgrywkach zadebiutował 15 października 2005 w wygranym 2:1 pojedynku ze Stoke City, a 22 listopada 2005 w wygranym 2:1 meczu w tym samym zespołem, strzelił pierwszego gola w Championship.
W październiku 2006 został wypożyczony do Sunderlandu, także grającego w Championship. W styczniu 2007 roku wrócił do Derby. Potem, od lutego do kwietnia przebywał na wypożyczeniu innym zespole Championship, Barnsley. Następnie wrócił do Derby i w tym samym roku awansował z nim do Premier League.
W lipcu 2007 Nyatanga ponownie został wypożyczony do Barnsley, a do Derby powrócił w styczniu 2008. 19 stycznia 2008 roku w przegranym 1:3 spotkaniu z Portsmouth, w którym zdobył też bramkę, zadebiutował w Premier League. W tym samym miesiącu ponownie wypożyczono go do Barnsley, gdzie grał do maja. Wówczas wrócił do Derby i spadł z nim do Championship.
W 2009 roku Nyatanga podpisał kontrakt z Bristolem City, także grającym w Championship. Pierwszy ligowy mecz zaliczył tam 8 sierpnia 2009 przeciwko Prestonowi (2:2). W 2010 roku, od listopada do grudnia, przebywał na wypożyczeniu w Peterborough United z League One. Potem wrócił do Bristolu, którego zawodnikiem pozostał do roku 2013.
Następnie odszedł do Barnsley, z którym w sezonie 2013/2014 spadł z Championship do League One. Sezon 2016/2017 spędził na wypożyczeniu w Northampton Town (League One), a po jego zakończeniu odszedł z Barnsley i zakończył karierę.

## Kariera reprezentacyjna
Nyatanga jest byłym reprezentantem Walii U-17 oraz U-21. W pierwszej reprezentacji Walii zadebiutował 1 marca 2006 w zremisowanym 0:0 towarzyskim meczu z Paragwajem. W latach 2006–2011 w drużynie narodowej rozegrał 34 spotkania.